# Tengir-Too
Tengir-Too ist eine Musikgruppe in Kirgisistan. Das Ensemble spielt kirgisische Volksmusik und verwendet dabei traditionelle Instrumente des Landes, dabei wird es von der Aga-Khan-Stiftung unterstützt. Leiter des Ensembles ist Nurlanbek Nyshanov.

## Name
Der Name Tengir-Too kommt von der gleichlautenden kirgisischen Bezeichnung für das Tian-Schan, ein Gebirge, das den Osten Kirgisistans prägt. Der Name drückt das Ziel der Band aus, mit ihrer Musik die Landschaft und die Menschen Kirgisistans einzufangen.

## Stil
Tengir-Too widmet sich der traditionellen Musik des Landes. Diese war unter sowjetischer Herrschaft in der kirgisischen Sozialistischen Sowjetrepublik immer weiter zurückgedrängt worden und erlebt erst seit der kirgisischen Unabhängigkeit im Jahr 1991 eine langsame Wiederbelebung. Zentral ist dabei der sogenannte Küü, ein Musikstil, der tief in der Geschichte der Region verwurzelt ist. Küü-Werke sind speziell auf die traditionellen Instrumente der Region zugeschnitten und erzählen eine Geschichte, die vom Musiker oft mit Gesten unterstützt wird. Küüs aus dem frühen 19. Jahrhundert sind bekannt und erfreuen sich auch heute noch großer Beliebtheit in Kirgisistan. Diese Art von Volksmusik produziert Tengir-Too in moderner Form. Ein weiteres Element aus der musikalischen Tradition Kirgisistans, das Tengir-Too verarbeitet, sind die sogenannten Akyn, kirgisische Sänger, die gleichzeitig auch Unterhaltungskünstler, Dichter und Philosophen waren und in ihren oft improvisierten Vorträgen auch politische Themen verarbeiteten.
Von Tengir-Too verwendete Instrumente sind unter anderem die Maultrommel temir komuz, die Längsflöte sybyzgy und das kirgisische Nationalinstrument, die Langhalslaute komuz.

## Besetzung
- Nurlanbek Nyshanov, Maultrommel und sybyzgy
- Gulbara Baigashkaeva, komuz und Maultrommel
- Zainidin Imanaliev, Gesang und komuz
- Rysbek Jumabaev, Rezitation des Epos Manas
- Kenjekul Kubatova, Gesang und komuz
- Asylbek Nasirdinov, komuz und Maultrommel
- Azamat Otunchiev, qyl qiyak (kobys, zweisaitige Geige)[2]

## Werke
Im Jahr 2006 erschien das Album Music of Central Asia Vol. 1: Mountain Music from Kyrgyzstan mit 18 Titeln. Ein weiteres Ergebnis des künstlerischen Schaffens des Ensembles ist eine multimediale Präsentation des kirgisischen Nationalepos Manas, bei der unter anderem mit Rysbek Jumabaev, einem der berühmtesten Manaschi, die sich der Rezitation der Manas widmen, zusammengearbeitet wurde. Die Produktion wurde in der British Library in London und in der New Yorker Carnegie Hall gezeigt.